# Presidente Pedro Aguirre Cerda (estación)
Presidente Pedro Aguirre Cerda es una estación ferroviaria subterránea que forma parte de la red del Metro de Santiago de Chile, ubicada entre las estaciones Lo Valledor y Franklin de la Línea 6, en la manzana norponiente de la intersección de Avenida Carlos Valdovinos con Avenida Club Hípico, en la comuna de Pedro Aguirre Cerda.
Cabe destacar que existe otra estación con el nombre Pedro Aguirre Cerda, la cual pertenece al servicio Tren Nos-Estación Central con la que no tiene combinación alguna.

## Origen etimológico
El nombre y su pictograma hacen referencia al presidente que le da nombre a la comuna, Pedro Aguirre Cerda, quien gobernó al país entre 1938 y 1941. 
Inicialmente la estación llevaba el nombre de Club Hípico, debido a estar ubicada en la intersección de Carlos Valdovinos con Club Hípico, aunque en junio de 2015, durante una visita presidencial a las obras de la Línea 6, se informó que el Directorio del Metro de Santiago aprobó el cambio de nombre de la estación por el de  Presidente Pedro Aguirre Cerda, debido a una petición realizada por los vecinos del sector.

### Accesos
| Acceso | Intersección                                  |
| ------ | --------------------------------------------- |
| A      | Av. Alcalde Carlos Valdovinos con Club Hípico |

## Galería

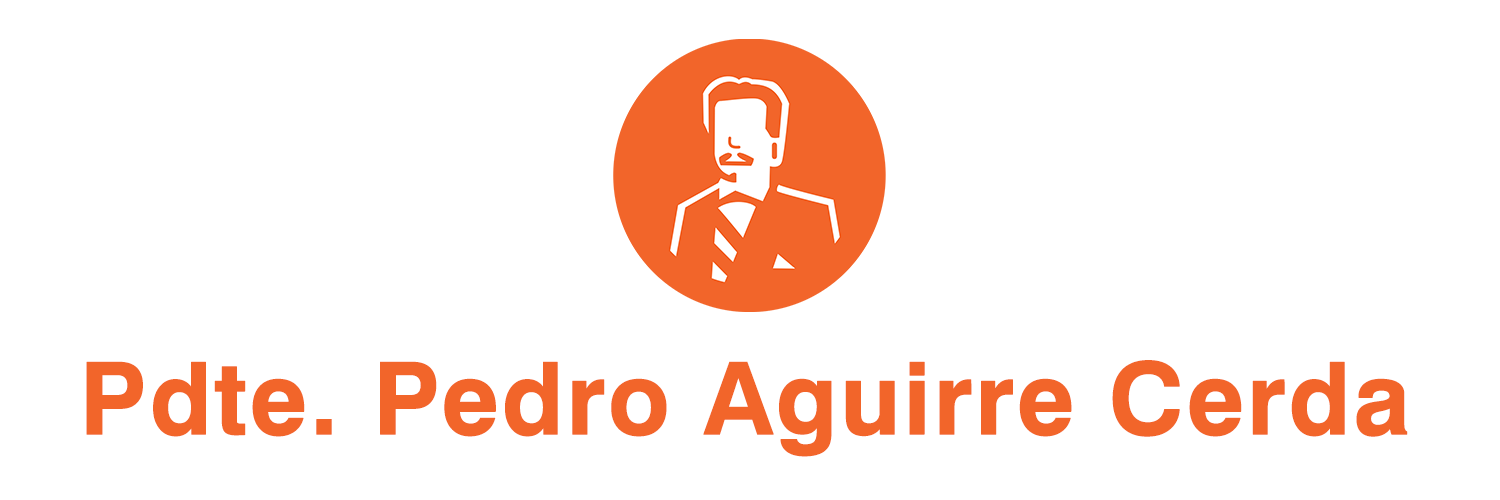
Cenefa utilizada en los andenes de la estación.
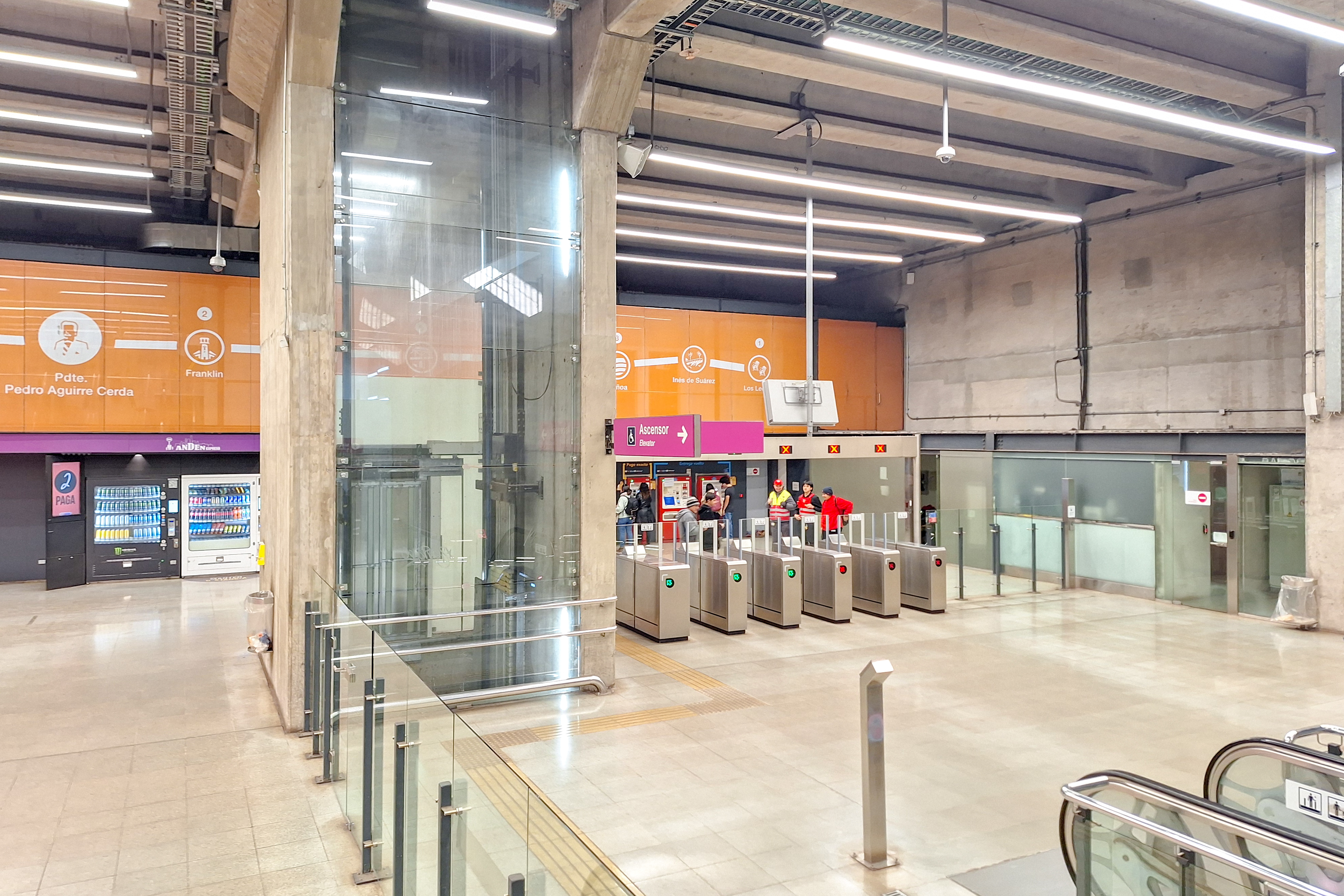
Nivel mezzanina.

## Conexión con Red Metropolitana de Movilidad
La estación posee 4 paraderos de la Red Metropolitana de Movilidad en sus alrededores, los cuales corresponden a:
| Paradero/ Código                          | Recorridos |
| ----------------------------------------- | --- |
| Parada 1 / Metro P. Aguirre Cerda (PH98)  | 113 (Metro Los Héroes) - 115 (Metro Los Héroes) - 125 (Metro Universidad de Chile) - H04 (Metro Carlos Valdovinos) |
| Parada 2 / Metro P. Aguirre Cerda (PH106) | 113 (Ciudad Satélite) - 115 (Villa El Abrazo) - 125 (Lo Espejo) - H04 (La Victoria)                                |
| Parada 3 / Metro P. Aguirre Cerda (PH293) | 119 (Lo Espejo) - 121 (Lo Espejo) - 345 (Lo Espejo) - H07 (Metro Lo Ovalle) - I01 (Villa Los Héroes)               |
| Parada 4 / Metro P. Aguirre Cerda (PH381) | 121 (Mapocho) - H06 (Av. Matta)                                                                                    |